# Maumusson-Laguian
Maumusson-Laguian – miejscowość i gmina we Francji, w regionie Oksytania, w departamencie Gers.
Według danych na rok 1990 gminę zamieszkiwały 163 osoby, a gęstość zaludnienia wynosiła 18 osób/km² (wśród 3020 gmin regionu Midi-Pireneje Maumusson-Laguian plasuje się na 900. miejscu pod względem liczby ludności, natomiast pod względem powierzchni na miejscu 1161.).